# Lâmpada de néon

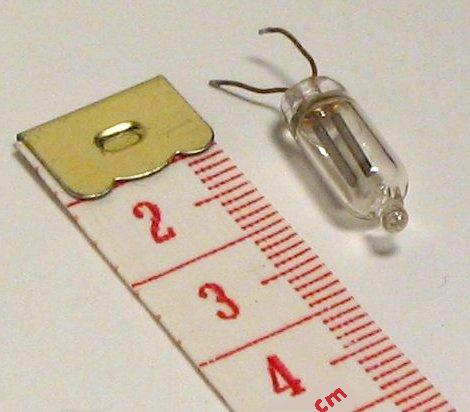
Pequena lâmpada de néon (tipo NE-2)

Uma lâmpada de néon é uma lâmpada de descarga em gás que contém sobretudo néon a baixa pressão. O termo é por vezes usado para dispositivos semelhantes que contêm outros gases nobres, habitualmente para produzir cores diferentes.
A lâmpada de néon foi inventada pelo inventor norte-americano e engenheiro electrotécnico Daniel McFarlan Moore (1869 – Nova Jersey, 1933).

## Descrição
Uma corrente elétrica pequena, que pode ser corrente alternada (AC) ou corrente contínua (DC) é feita passar pelo tubo, fazendo com que um ou os dois eletrodos brilhem com cor vermelho - laranja. A fórmula exata do gás no seu interior é tipicamente a mistura de Penning, ou seja, 99,5% de néon e 0,5% de Árgon, que tem uma tensão de quebra|arranque inferior ao do néon puro. A tensão aplicada tem de atingir inicialmente o valor da tensão de arranque, antes que a lâmpada acenda. Depois de acesa, a tensão necessária para manter o seu funcionamento é significativamente (~30%) inferior. Quando alimentada por uma fonte de tensão contínua (DC), apenas o eletrodo carregado negativamente (cátodo) irá brilhar. Quando alimentada por uma tensão alternada (AC), ambos os eletrodos irão brilhar (cada um durante metade da duração de cada ciclo de tensão alternada). Estes atributos fazem as lâmpadas de néon (com resistência em série) muito convenientes para a sua utilização em dispositivos de teste/sinalização de baixo custo; são capazes de fornecer a informação se a tensão fornecida é contínua ou alternada e, se for contínua, qual a polarização dos pontos a serem testados. As lâmpadas de néon funcionam usando uma descarga de baixa corrente. Dispositivos com maior potência, tais como as lâmpadas de vapor de mercúrio, ou as lâmpadas de halogêneo metálico, usam uma corrente de descarga muito mais elevada.
Uma vez acesa, uma lâmpada de néon tem uma curva de característica de resistência negativa: aumentando a corrente que passa através do dispositivo, aumenta o número de iões, diminuindo portanto a resistência da lâmpada, o que irá provocar um aumento da corrente(este comportamento ocorre entre os pontos A e B no gráfico de corrente versus tensão da lâmpada). Por causa desta característica, o circuito externo de alimentação à lâmpada tem de providenciar um meio de limitar a corrente, caso contrário, a corrente irá rapidamente aumentar, até provocar a destruição da lâmpada. No caso de luzes indicadoras, uma resistência é convencionalmente usada para limitar a corrente. Os letreiros de néon, por serem maiores, costumam usar um transformador ou balastro de alta tensão, construído especialmente para o efeito, que introduz uma grande quantidade de indutância reativa no enrolamento (o que alimenta ou está em série com a lâmpada, caso seja um transformador ou uma bobina/balastro, respectivamente).
Quando a corrente através da lâmpada for inferior à corrente necessária para atravessar o espaço maior entre eléctrodos, o brilho da descarga pode-se tornar instável e não cobrir toda a superfície dos eléctrodos. Isto pode ser um sinal de envelhecimento das lâmpadas indicadoras, mas é um efeito explorado nas lâmpadas de “chama cintilante”. Por outro lado, enquanto uma corrente fraca demais, provoca cintilação, uma corrente grande demais provoca um desgaste acelerado dos eléctrodos, ao estimular o fenómeno da pulverização catódica, o que irá cobrir a superfície interna da lâmpada com uma camada metálica, causando o seu escurecimento.
O efeito de cintilar é causado pelas diferenças no potencial de ionização do gás, que depende do espaçamento entre os eletrodos, temperatura, radiação ambiente e a pressão do gás. A diferença de potencial (d.d.p.-tensão elétrica) necessária para iniciar a descarga é mais elevada do que a necessária para manter a mesma. Quando não existir corrente suficiente para ionizar todo o volume do gás à volta dos eletrodos, apenas uma ionização parcial ocorre e o brilho forma-se sobre apenas parte da superfície dos eléctrodos. Correntes convectoras fazem com que as áreas que brilham se movam para cima, não como numa descarga numa Escada de Jacob. Um efeito de foto-ionização, pode também ser observado aqui, ao iluminar a superfície dos eléctrodos com luz externa, o que irá aumentar o tamanho da área coberta pelo brilho da descarga.
Em comparação com as lâmpadas de incandescência, as lâmpadas de néon têm uma eficiência luminosa muito superior. Isto é devido ao fato de a incandescência ser uma radiação luminosa causada pelo calor e por isso, grande parte da energia elétrica entregue a uma lâmpada de incandescência é convertida em calor.